# 8887 Scheeres
8887 Scheeres è un asteroide della fascia principale. Scoperto nel 1994, presenta un'orbita caratterizzata da un semiasse maggiore pari a 2,5643313 UA e da un'eccentricità di 0,1275734, inclinata di 15,88276° rispetto all'eclittica.